# Катастрофа Boeing 767 в Данчанге
Катастрофа Boeing 767 в Данчанге — крупная авиационная катастрофа, произошедшая в воскресенье 26 мая 1991 года в районе Данчанг и ставшая одной из крупнейших в истории авиации. Авиалайнер Boeing 767-3Z9ER авиакомпании Lauda Air выполнял плановый рейс NG004 по маршруту Гонконг—Бангкок—Вена, но через 15 минут после вылета из Бангкока его двигатель №1 (левый) самопроизвольно перешёл в режим реверса, что привело к переходу самолёта в неконтролируемое пикирование. Не выдержав перегрузок, лайнер рассыпался на части и его обломки рухнули на территорию национального парка Пхутой в Данчанге. Погибли все находившиеся на его борту 223 человека — 213 пассажиров и 10 членов экипажа.
Катастрофа рейса 004 стала крупнейшей авиакатастрофой на территории Индокитая и в истории гражданской авиации Австрии.

## Самолёт
Boeing 767-3Z9ER (регистрационный номер OE-LAV, заводской 24628, серийный 283) был выпущен в 1989 году (первый полёт совершил 26 сентября). 16 октября того же года был куплен австрийской авиакомпанией Lauda Air, став 2-м Boeing 767-300ER в её авиапарке (после борта OE-LAU). Имел пассажировместимость салона на 244 места. Оснащён двумя турбовентиляторными двигателями Pratt & Whitney PW4060. В конце октября 1990 года бургомистр Вены Гельмут Цильк присвоил авиалайнеру имя Mozart в честь знаменитого композитора. На день катастрофы совершил 1135 циклов «взлёт-посадка» и налетал 7444 часа.

## Экипаж и пассажиры
В Бангкоке у рейса 004 сменился экипаж. Состав нового экипажа рейса NG004 был таким:
- Командир воздушного судна (КВС) — 48-летний Томас Дж. Уэлч (англ. Thomas J. Welch), американец. Очень опытный пилот, работал в авиакомпании Eastern Air Lines. Управлял самолётами Boeing 727, Boeing 757 и Boeing 767, имел лицензию бортинженера. Налетал свыше 11 750 часов.
- Второй пилот — 41-летний Йозеф Тюрнер (нем. Josef Thurner), австриец. Опытный пилот, налетал свыше 6500 часов.

В салоне самолёта работали 8 бортпроводников.
| Гражданство людей на борту | Гражданство людей на борту | Гражданство людей на борту | Гражданство людей на борту |
| Гражданство                | Пассажиры                  | Экипаж                     | Всего                      |
| -------------------------- | -------------------------- | -------------------------- | -------------------------- |
| Австралия                  | 1                          | 0                          | 1                          |
| Австрия                    | 74                         | 9                          | 83                         |
| Бразилия                   | 1                          | 0                          | 1                          |
| Великобритания             | 2                          | 0                          | 2                          |
| Венгрия                    | 2                          | 0                          | 2                          |
| Германия                   | 4                          | 0                          | 4                          |
| Гонконг                    | 52                         | 0                          | 52                         |
| Италия                     | 10                         | 0                          | 10                         |
| Китай                      | 6                          | 0                          | 6                          |
| Китайская Республика       | 3                          | 0                          | 3                          |
| Польша                     | 1                          | 0                          | 1                          |
| Португалия                 | 3                          | 0                          | 3                          |
| США                        | 2                          | 1                          | 3                          |
| Таиланд                    | 39                         | 0                          | 39                         |
| Турция                     | 1                          | 0                          | 1                          |
| Филиппины                  | 2                          | 0                          | 2                          |
| Швейцария                  | 7                          | 0                          | 7                          |
| Югославия                  | 3                          | 0                          | 3                          |
| Всего                      | 213                        | 10                         | 223                        |

Среди пассажиров на борту самолёта находился губернатор провинции Чиангмай Пайрат Дечарин (англ. Pairat Decarin).
Всего на борту самолёта находились 223 человека — 10 членов экипажа и 213 пассажиров.

## Хронология событий

### Перелёт из Гонконга в Бангкок, вылет из Бангкока
Boeing 767-3Z9ER борт OE-LAV выполнял регулярный рейс NG004 (совершался 3 раза в неделю) из Гонконга в Вену с промежуточной посадкой в Бангкоке. Первая часть маршрута (Гонконг—Бангкок) была выполнена без существенных отклонений, после чего в Бангкоке произошла смена экипажа (КВС Уэлч и второй пилот Тюрнер).
В 22:45 ICT (15:45 UTC) экипаж получил разрешение следовать к началу взлётной полосы №21L, и в 23:02 рейс NG004 вылетел из Бангкокского аэропорта Донмыанг; полёт до Вены должен был продлиться около 10 часов. Помимо 10 членов экипажа на борту лайнера находились 213 пассажиров, 125 из которых сели в Гонконге, а 88 — в Бангкоке.
В 23:07 (через 5 минут и 45 секунд с момента взлёта), когда рейс 004 проходил эшелон FL110 (3350 метров), в кабине экипажа на экранах мониторов появилось сообщение «REV ISLN», предупреждающее о неисправности в системе реверса (в РЛЭ Boeing 767-300 это означает, что в случае дополнительного сбоя в системе эта неисправность может привести к тому, что двигатель в полёте может перейти в режим реверса (создать обратную тягу), а также что после посадки система вернётся в нормальный режим). Так как сообщение на экранах мониторов носило всего лишь предупредительный характер, то командир посчитал, что просто произошёл сбой в самой системе предупреждения из-за попадания влаги.

### Катастрофа
В 23:17 ICT, когда рейс 004 на скорости 828 км/ч проходил эшелон FL250 (7600 метров) и с момента взлёта прошло 15 минут и 1 секунда, второй пилот сказал: Эй, реверс включился (англ. Ah, reverser's deployed), и в это же время двигатель №1 (левый) внезапно перешёл в режим реверса (начал создавать обратную тягу). Возникшая асимметрия привела к тому, что лайнер резко развернуло влево, при этом на левой плоскости крыла произошло падение подъёмной силы на 25%; после этого самолёт опрокинулся и перешёл в неконтролируемое пикирование. Пилоты пытались исправить ситуацию переводом двигателя №1 в режим малого газа и отключением подачи авиатоплива, но несущийся вниз авиалайнер уже полностью потерял управление. На 29-й секунде с момента включения реверса и на высоте около 1200 метров лайнер достиг скорости 1051 км/ч и (предположительно) преодолел звуковой барьер, когда из-за колоссальных перегрузок хвостовая часть самолёта разрушилась, а следом оторвались обе консоли крыла с двигателями. Обломки рейса NG004 рухнули в джунгли на территории национального парка Пхутой в 5,5 километрах от одноимённого городка недалеко от границы с Мьянмой. Все 223 человека на его борту погибли.
На 2024 год катастрофа рейса Lauda Air-004 является крупнейшей авиакатастрофой в истории гражданской авиации Австрии, на территории Таиланда и с участием Boeing 767 (не считая терактов 11 сентября 2001 года).

### Опознание погибших

Обломки рейса 004

В Австрии катастрофа рейса Lauda Air-004 получила широкий общественный резонанс. Владелец авиакомпании Lauda Air Ники Лауда лично прибыл в Таиланд, чтобы участвовать в разборе обломков самолёта и расследовании причин катастрофы. Из-за жаркого климата останки пассажиров рейса 004 быстро разлагались, а изучение личных вещей значительно осложнялось мародёрством местных жителей и даже добровольцев. Тела 43 погибших так и не были опознаны, они были похоронены в братской могиле в 90 километрах от места катастрофы.

### Несостоявшийся спор Ники Лауды с компанией «Boeing»
Ники Лауда возмутился поведением компании «Boeing» — она практически не комментировала причины катастрофы, не торопилась дорабатывать механизмы реверса двигателей и менять инструкции для пилотов на случай возникновения подобной ошибки, хотя уже тогда было ясно, что у механизма реверса есть изъян (при этом ещё было непонятно, при каких условиях он проявляется). Но компании «Boeing» нужно было около 3 месяцев на консультации с юристами и на подготовку «убедительного объяснения» катастрофы, иначе её просто завалили бы исками.
Сразу после похорон в Бангкоке последних 23 погибших, которых не удалось идентифицировать, Ники Лауда вылетел в Сиэтл и прибыл в штаб-квартиру «Boeing», где он потребовал предоставить ему лётный симулятор Boeing 767 и воспроизвести те же условия полёта, которые были на рейсе 004. Сперва американцы отказались, но потом под натиском главы Lauda Air всё же сдались. На симуляторе Лауда пробовал спасти Boeing 767 от падения при включении реверса двигателя №1 на высоте примерно 7500 метров (в условиях рейса 004), и ни одна из 15 попыток не оказалась успешной; в итоге Ники доказал, что пилоты ничего не могли сделать. Компания «Boeing» испытывала самолёт на активацию реверса двигателя в полёте, но делала это на высоте 3000 метров; тогда оказалось, что в таких условиях лайнер сохраняет устойчивость и его можно посадить. Но с увеличением высоты полёта эффект от реверса двигателя оказывается катастрофическим, а в компании «Boeing» почему-то об этом не знали (вероятно, просто не стали проверять).
Даже после убедительных доказательств причины катастрофы компания «Boeing» не спешила что-то менять в конструкции самолёта, хотя дефект реверса двигателя мог проявиться на любом Boeing 767. Тогда Лауда взял компанию «Boeing» «на слабо» — он предложил повторить эксперимент с настоящим самолётом. Идея заключалась в том, чтобы поднять самолёт в воздух только с двумя пилотами, а недостающий вес добрать грузом. Лайнер должен был набрать ту же высоту и скорость, что и самолёт рейса 004, а затем пилоты активировали бы реверс одного из двигателей; если в «Boeing» утверждали, что это не может привести к катастрофе, то самолёт не разобьётся. Но компания «Boeing» отказалась от эксперимента и тут же начала разрабатывать изменения для конструкции реверса двигателей.

## Расследование
Расследование причин катастрофы рейса NG004 проводил тайский Комитет по расследованию авиационных происшествий (AAIC) при участии Министерства транспорта Таиланда.
Параметрический самописец рейса 004 был сильно повреждён при ударе о землю и пожаре, и расшифровать его данные не удалось. Однако речевой самописец уцелел, благодаря ему следователи узнали о самопроизвольном включении реверса двигателя № 1. Проведённые при скорости 500 км/ч испытания показали, что в случае активации реверса управление можно было сохранить. К тому же на многих моделях самолётов, как Douglas DC-8, McDonnell Douglas DC-10 и Ил-62, допускается включение реверса для снижения скорости полёта. Но когда в компании «Boeing» провели испытания на лётном тренажёре при скорости 900 км/ч, то результаты оказались неожиданными — самолёт становился полностью неуправляемым. Из-за отсутствия данных параметрического самописца установить причину активации реверса не удалось.
После катастрофы рейса 004 компания «Boeing» внесла изменения в конструкцию обратного клапана привода реверса на моделях Boeing 767, Boeing 757 и Boeing 737.

## Культурные аспекты
Катастрофа рейса 004 Lauda Air показана в 14 сезоне канадского документального телесериала Расследования авиакатастроф в серии Ники Лауда: трагедия в воздухе.